# Les Jules, chienne de vie...
Les Jules, chienne de vie… est une série télévisée d'animation française en 27 épisodes de 26 minutes, créée par Picha, diffusée à partir du 14 avril 1997 sur Canal+ et rediffusée sur France 2, France 3 et Canal J.
Au Québec, la série a été diffusée à partir du 3 septembre 1997 au Canal Famille sous le titre écourté Les Jules.

## Synopsis
L'histoire de deux chiens jumeaux qui habitent dans une mansarde située tout en haut d'un immeuble, assez confortable mais illégalement occupée car ces chiens-là ne sont certainement pas les bienvenus dans la noble habitation, et surtout, les humains sont absents et hors champs des scènes.

## Fiche technique
- Production : Eric Van Beuren
- Maisons de production : France 2, Tchin Tchin Production, Carrere Group D.A., Pils Films
- Réalisation : Picha

## Épisodes
1. Les Puces
2. Les Renards
3. Casse-croûte
4. Jules la star
5. Immeuble à vendre
6. Faim de chien
7. Le Réverbère
8. La Nièce de monsieur Rex
9. L'Affaire du saucisson de Lyon
10. Méli molosse
11. Jaloux comme un tigre
12. Pédigrée oblige
13. Chien de garde
14. Sans niche fixe
15. La Nouvelle Locataire
16. Le Loupiot
17. Comme chiens et chats
18. Que d'os que d'os
19. Les Adorateurs de la tête de veau
20. Chien de fusil
21. Le Grand Nettoyage
22. Le Trophée Wah-Wah
23. Beauté canine
24. Chien de maître
25. Le Jeu du jumeau
26. Truffe contre truffe
27. Les Cafards

## Voix
- Olivier Korol : Jules 1
- David Pion : Jules 2
- Jean-Claude Donda : Dédé, Mr Bubu, Mr Rex, Latour d'Ecrou (Charles-Alexandre)

## Personnages
- Le premier Jules (avec une tache noire sur l'œil droit) : C'est le plus réfléchi et bizarrement le plus étrange dans sa manière de penser. Sa grande quête est la recherche de la vérité du monde dans la spiritualité. Chose peu banale de la part d'un chien. Si d'un côté il paraît plus raisonnable que son frère, il admet qu'il aime faire des bêtises ...

- Le second Jules (avec une tache noire sur l'œil gauche) : c'est un véritable farceur et ne pense qu'à mettre la pagaille partout où ses pattes le mènent. Il adore faire des blagues en compagnie de son frère, peu réticent quelquefois et ses amis du terrain-vague, où ils se retrouvent quotidiennement la nuit. Il est insupportable et trouve exaspérant son frère, beaucoup plus raisonnable et réfléchi. C'est peut-être le jumeau le plus détesté des autres locataires canins de l'immeuble !

- Les locataires : ils ne font que se plaindre à longueur des journées des Jules, qui squattent une vaste chambre de bonne. On trouve un lévrier afghan aristocrate appartenant au propriétaire de l'immeuble et qui habite dans un appartement très huppé de la haute, un couple de chiens allemands tape-à-l'œil avec d'innombrables chiots, dont la mère est particulièrement hystérique et le père paresseux et maladroit, une chienne concierge assez nerveuse et espionne et qui déteste au plus haut point les Jules et les traite de “salopiaux” (sales salauds), un chien dégustateur corpulent et léthargique qui travaille pour l'entreprise nourriture pour chien locale , une femelle teckel vieille et sénile,  un Scottish colonel qui ne peut plus marcher des pattes de derrière et doit se déplacer à roulettes (il ne manque d'ailleurs pas dans certains épisodes de tomber dans les escaliers), un chien accessoire/chasse qui n'apparaît pas tout le temps, et un chien policier un peu bêta qui s'étonne de la colère des locataires à propos de simples jumeaux.

- Dédé : c'est un énorme chien beige, ami des Jules, faisant partie du « trio du terrain vague ». Il est assez sympathique, sait se défendre quand il le faut et connaît des péripéties assez drôles. Il essaie de gagner le concours télévisé afin d'accéder à Toutouland, se fait passer pour la secte du « Pied de porc pané », se bat avec d'autres chiens, etc. C'est peut-être un des rares qui sache comprendre les Jules.

- Poil aux dents : c'est un bâtard petit et aux grosses canines pointues (d'où son surnom). On sait très peu de choses de lui, à part qu'il est très copain avec Dédé et La Mouche. Lui aussi sait très bien se défendre et c'est un chien loyal.

- La Mouche : Il s'agit d'un chihuahua bleu à l'accent mexicain très prononcé. Il est admiratif devant les cabrioles et bêtises des frères Jules et ne manque pas de leur rappeler. Il est toujours sur la tête de Dédé qui est exaspéré. Il est beaucoup plus craintif et timide que ses congénères.

## Commentaires
On retrouve toute la bizarrerie et le côté loufoque de Picha qui a su s'adapter au format télévisuel. Le dessin animé peut être orienté vers les enfants, même si parfois certains épisodes ont un humour très second degré et fortement connoté (alcool, violence, séduction).

### Anecdotes
- Picha, créateur de cette série, a travaillé Blanche-Neige, la suite, conte de fées baroque avec les voix de Cécile de France et Jean-Paul Rouve. Les chansons du film seront faites par la chanteuse Anaïs.

- Picha a également créé d'autres mini-séries telles que Zoo Cup et Zoo Olympics, dans le même style absurde.